# Roberto Allievi
Roberto Allievi (Como, 16 aprile 1951) è un imprenditore e dirigente sportivo italiano, presidente della Pallacanestro Cantù e presidente della Lega Basket dal 1994 al 1996.

## Biografia
Proprietario dell'azienda di famiglia di Cantù, "Canturina SNC" srl, nel 1969 entra nella dirigenza della Pallacanestro Cantù, rilevata dalla sua società, uscendone nel 1994, quando assume il ruolo di presidente della Lega nazionale.
Il 20 luglio 2020 diventa presidente della Pallacanestro Cantù succedendo a Davide Marson, ruolo già in passato occupato da suo papà Aldo Allievi.